# 5395 Shosasaki
Az 5395 Shosasaki (ideiglenes jelöléssel 1988 RK11) a Naprendszer kisbolygóövében található aszteroida. Schelte J. Bus fedezte fel 1988. szeptember 14-én.